# Centre hospitalier Princesse-Grace
Centre hospitalier Princesse-Grace, CHPG, är ett monegaskiskt sjukhus och är placerad i distriktet La Colle. Den är furstendömets enda offentliga sjukhus och tar även emot patienter från de angränsande städerna i den franska departementet Alpes-Maritimes.
CHPG grundades 1902 av Albert I av Monaco och fick namnet Hôpital Prince Albert sex år senare. 1958 bytte sjukhuset namn till det nuvarande efter att Rainier III av Monaco gifte sig med den amerikanska skådespelerskan Grace Kelly.
De som har fötts på sjukhuset är bland annat Andrea Casiraghi, Charlotte Casiraghi, Pierre Casiraghi, Louis Ducruet, Pauline Ducruet, Gabriella av Monaco och Jacques av Monaco medan prinsessan Antoinette av Monaco avled där den 11 mars 2011.